# نبرد برای سیاره میمون‌ها
نبرد برای سیاره میمون‌ها (به انگلیسی: Battle for the Planet of the Apes) یک فیلم علمی تخیلی آمریکایی محصول سال ۱۹۷۳ میلادی به کارگردانی جی. لی تامپسون می‌باشد. این پنجمین و آخرین سری از مجموعه فیلمهای سیاره میمون‌ها می‌باشد که توسط آرتور پ جاکوبز تهیه شده‌است. بازیگران اصلی این فیلم رادی مک‌داول، کلود ایکینز، ناتالی تروندی، سیرن دارن، لو آیرس، پل ویلیامز و جان هیوستون هستند. این فیلم دنباله فیلم فتح سیاره میمون‌ها (۱۹۷۲) می‌باشد.